# 小鸚竺鯛
小鸚竺鯛，又稱小天竺鯛，為輻鰭魚綱鉤頭魚目天竺鯛科鸚竺鯛屬的其中一個種。

## 分布
本魚分布於西太平洋區，包括印尼、日本、菲律賓等海域。

## 深度
水深2至12公尺。

## 特徵
本魚體延長而側扁，眼大，口大略下位。魚體透明，可見其內臟，其最明顯的特徵是尾部具一鮮紅色眼斑，背鰭硬棘7枚；背鰭軟條9枚；臀鰭硬棘2枚；臀鰭軟條8枚，體長可達4公分。

## 生態
本魚棲息於海灣內的礁石區，白天躲藏洞穴中，夜間出來覓食，屬肉食性。繁殖期時，雄魚具有口孵習性，卵約7日化成仔魚，由雄魚吐出，具短暫的仔魚飄浮期。

## 經濟利用
不具任何經濟價值。